# Ecnomoctena brachyopa
Ecnomoctena brachyopa är en fjärilsart som beskrevs av Oswald Beltram Lower 1897. Ecnomoctena brachyopa ingår i släktet Ecnomoctena och familjen snigelspinnare. Inga underarter finns listade i Catalogue of Life.